# Tom Poston
Thomas Gordon Poston, meglio noto come Tom Poston (Columbus, 17 ottobre 1921 – Los Angeles, 30 aprile 2007), è stato un attore statunitense.

## Biografia
Iniziò la sua carriera negli anni cinquanta, dedicandosi soprattutto a ruoli secondari.
Si sposò quattro volte: prima dal 1955 al 1968 con l'attrice Jean Sullivan da cui ebbe una figlia, Francesca; nel 1968 sposò Kay Hudson, da cui ebbe due figli, Jason e Hudson; nel 1975 Poston divorziò dalla Hudson ma si riconciliarono e risposarono nel 1980, rimanendo insieme fino alla morte di lei avvenuta nel 1998; nel 2001 sposò l'attrice Suzanne Pleshette con cui ebbe una relazione già nel 1959 e con cui rimase fino alla morte. 
Morì nel 2007 a 86 anni per insufficienza respiratoria. La moglie Suzanne morì 9 mesi dopo, anche lei per insufficienza respiratoria.

## Filmografia parziale

### Cinema
- La città che non dorme (City That Never Sleeps), regia di John H. Auer (1953)
- Il castello maledetto (The Old Dark House), regia di William Castle (1963)
- Soldato sotto la pioggia (Soldier in the Rain), regia di Ralph Nelson (1963)
- Una scommessa in fumo (Cold Turkey), regia di Norman Lear (1971)
- Il pollo si mangia con le mani (Carbon Copy), regia di Michael Schultz (1981)
- Cercasi tribù disperatamente (Krippendorf's Tribe), regia di Todd Holland (1998)
- Storia di noi due (The Story of Us), regia di Rob Reiner (1999)
- Beethoven 5 (Beethoven's 5th), regia di Mark Griffiths (2003)
- Principe azzurro cercasi (The Princess Diaries 2: Royal Engagement), regia di Garry Marshall (2004)
- Fuga dal Natale (Christmas with the Kranks), regia di Joe Roth (2004)

### Televisione
- Lights Out – serie TV, episodi 3x13-3x47 (1950-1951)
- Thriller – serie TV, episodio 2x06 (1961)
- On the Rocks – serie TV, 13 episodi (1975-1976)
- Le avventure di Freddie (The Adventures of Freddie), regia di Hy Averback – film TV (1977)
- Mork & Mindy – serie TV, 54 episodi (1979-1981)
- Bravo Dick (Newhart) – serie TV, 184 episodi (1982-1990)
- I Simpson (The Simpsons) – serie TV, 1 episodio (1990) - voce
- 8 sotto un tetto (Family Matters) – serie TV, 1 episodio (1994)
- Sabrina, vita da strega (Sabrina, the Teenage Witch) – serie TV, 1 episodio (1997)
- E.R. - Medici in prima linea (ER) – serie TV, 2 episodi (2001)
- Pazzi d'amore (Committed) – serie TV, 13 episodi (2005)
- Zack e Cody al Grand Hotel (The Suite Life of Zack & Cody) – serie TV, 1 episodio (2006)

## Doppiatori italiani
Nelle versioni in italiano delle opere in cui ha recitato, Tom Poston è stato doppiato da:
- Giuseppe Rinaldi in Il castello maledetto
- Roberto Bertea in Mork & Mindy (st. 1-2)
- Giampaolo Rossi in Bravo Dick
- Gil Baroni in Storia di noi due
- Dario De Grassi in Will & Grace
- Antonio Guidi in Beethoven 5
- Gianni Musy in Principe azzurro cercasi
- Saverio Moriones in Fuga dal Natale
- Vittorio Congia in Pazzi d'amore